# Anza (condado de Imperial)
Anza es un área no incorporada ubicada en el condado de Imperial en el estado estadounidense de California.

## Geografía
Anza se encuentra ubicada en las coordenadas 32°48′1″N 115°29′54″O / 32.80028, -115.49833.